# Edmund Heller
Edmund Heller (Freeport, 21 maggio 1875 – San Francisco, 18 luglio 1939) è stato uno zoologo e naturalista statunitense.

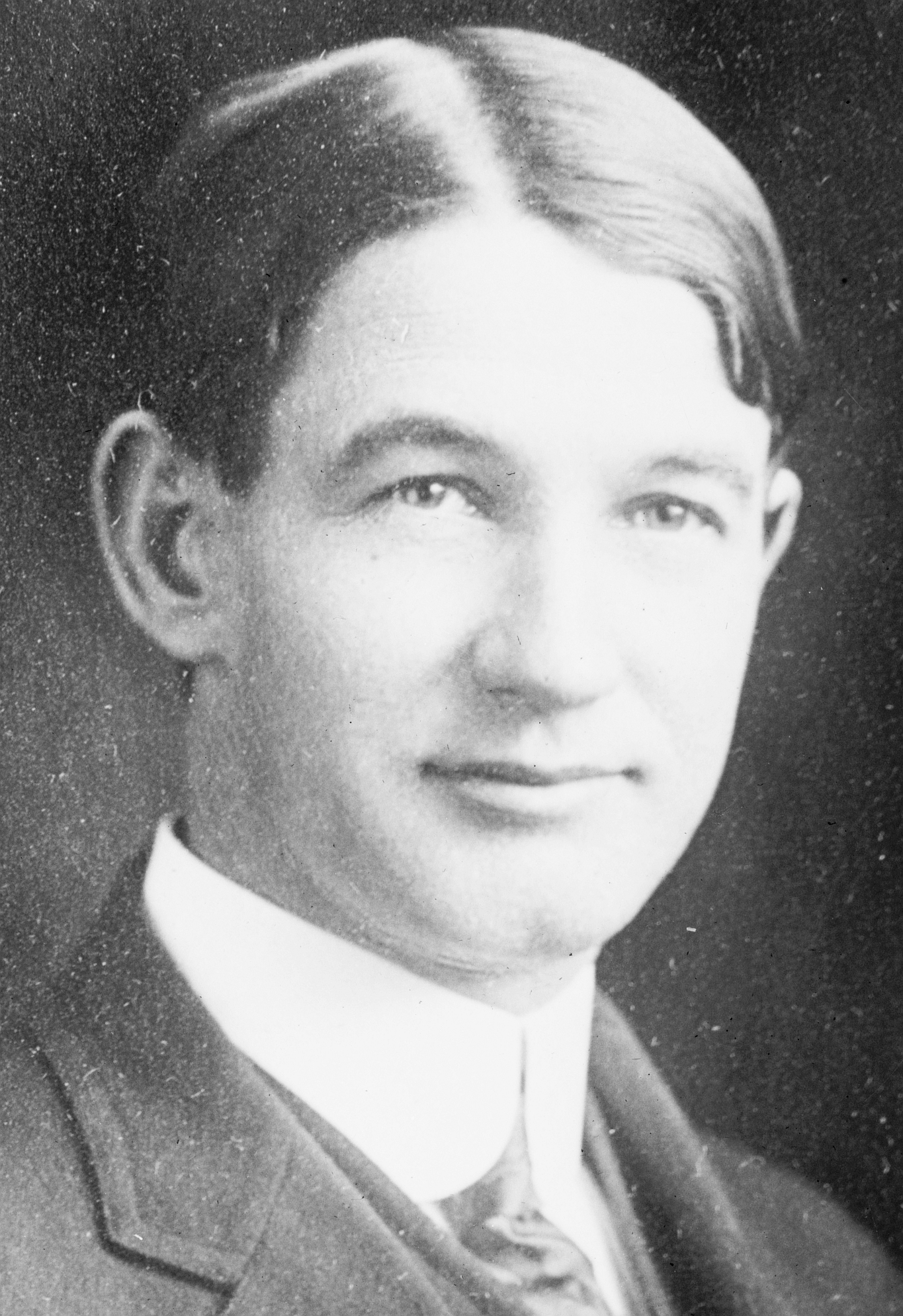
Edmund Heller

Iscrittosi alla Stanford University nel 1896, finì i suoi studi di zoologia laureandosi nel 1901. Dal 1926 al 1928 fu curatore dei mammiferi al Field Museum of Natural History di Chicago. Divenne in seguito direttore del Washington Park Zoo di Milwaukee (dal 1928 al 1935) e del Fleishhacker Zoo di San Francisco (dal 1935 al 1939). Negli stessi anni fu inoltre presidente dell'AZA (Association of Zoos and Aquariums). Agli inizi del XX secolo guidò molte spedizioni in Africa e nel 1914 scrisse il libro Life-histories of African Game Animals (Storia naturale degli Animali da Preda Africani) in collaborazione con Theodore Roosevelt. Tra le specie che portano il suo nome ricordiamo il tordo delle Taita (Turdus helleri) e il codaspino della puna (Schizoeaca helleri).